# 武姓
武姓是一個中國漢姓，在《百家姓》中排名第250位。此姓氏在越南亦有分佈，約佔人口3.9%。

## 起源
- 出自姬姓。《元和姓纂》记载周平王少子（后被武则天追尊为周睿祖）出生后手掌中便有一片特殊的纹路，形状就像个“武”字，后来他的子孙以武为氏。[1]
- 汉代的“武班碑”指出：“殷王武丁之后”。
- 《世本》指出：“夏臣武罗，其后子孙也称武氏”。
- 《风俗通义》所载：“春秋时宋武公之后以谥为氏”。
- 又据《风俗通义》所载，东汉有武强侯王梁，封地在今河北省武强县，其后代因封地武强简为武氏。
- 出自以武字开头的复姓 - 武安氏和武疆氏。
- 出自唐代的冒姓或被赐姓为武姓。

## 郡望
太原和沛国

## 外部連結
[在维基数据编辑]
 《百家姓》
 《欽定古今圖書集成·明倫彙編·氏族典·武姓部》，出自陈梦雷《古今圖書集成》